# Maroilles
Maroilles è un comune francese di 1 463 abitanti situato nel dipartimento del Nord nella regione dell'Alta Francia.

## Società

### Evoluzione demografica
Abitanti censiti